# Точка Понселе

Точка Понселе — предмет следующей теоремы:

Для любой четверки точек {\displaystyle A,B,C,D}, отличной от ортоцентрической, окружности девяти точек треугольников {\displaystyle ABC}, {\displaystyle BCD}, {\displaystyle ABD}, {\displaystyle ACD} пересекаются в одной точке, которую и называют точкой Понселе.

### Замечание
- В теореме Понселе выше речь идет о системе 4 точек, не являющихся так называемой ортоцентрической системой 4 точек.
- Если в четвёрке точек {\displaystyle A}, {\displaystyle B}, {\displaystyle C}, {\displaystyle D} точка {\displaystyle D} является точкой пересечения высот треугольника {\displaystyle ABC}, то и любая из четырёх точек является ортоцентром треугольника, образованного тремя остальными точками. Такую четвёрку иногда называют ортоцентрической системой точек. Другие свойства ортоцентрической системы точек см. в статье ортоцентр.
- В определении выше для точки Понселе можно отказаться от упоминания ортоцентрической системы точек, если, например, заменить его системой 4 точек, образующих вершины выпуклого невырожденного четырехугольника, которые автоматически никогда не образуют ортоцентрическую систему точек.
- Кстати, если в  определении выше для точки Понселе система 4 точек все-таки окажется ортоцентрической, то точка Понселе станет просто окружностью Эйлера (бесконечным множеством точек), общей для ортоцентрической системы точек.

## Свойства точки Понселе
Если {\displaystyle H} — ортоцентр треугольника {\displaystyle ABC}, то точки Понселе для четвёрок точек {\displaystyle ABCD}, {\displaystyle ABHD}, {\displaystyle AHCD}, {\displaystyle HBCD} совпадают.
Точка Понселе четвёрки точек {\displaystyle ABCD} лежит на педальной окружности точки {\displaystyle D} относительно треугольника {\displaystyle ABC}, то есть на описанной окружности подерного треугольника точки {\displaystyle D} относительно треугольника {\displaystyle ABC}.
Точка Понселе четвёрки точек {\displaystyle ABCD} является центром равнобокой гиперболы, проходящей через точки {\displaystyle A}, {\displaystyle B}, {\displaystyle C}, {\displaystyle D}.
Точка Понселе четвёрки точек {\displaystyle ABCD} лежит на чевианной окружности точки {\displaystyle D} относительно треугольника {\displaystyle ABC}, то есть на окружности, содержащей основания чевиан треугольника {\displaystyle ABC}, проходящих через точку {\displaystyle D}.
Точка Понселе четвёрки {\displaystyle ABCD} является серединой отрезка, соединяющего точки {\displaystyle D} и {\displaystyle D'}, где {\displaystyle D'}- образ точки {\displaystyle D} при антигональном сопряжении относительно треугольника {\displaystyle ABC}
Точки Понселе четвёрок {\displaystyle ABCD} и {\displaystyle ABCD'} совпадают.

## Замечание
- Антигональное сопряжение - тоже что и анти изогональное сопряжение.[2]